# 라인홀트 맥
라인홀트 맥(Reinhold Mack)은 영국의 록 밴드 일렉트릭 라이트 오케스트라, 퀸과 협력한 독일의 음반 제작자 겸 사운드 엔지니어다. 이 작품의 대부분은 1973년 마크 볼란 & 티렉스(프로듀서 토니 비스콘티)가 음반으로 처음 발견한 이후 유명해진 뮌헨의 조르조 모로더의 뮤직랜드 스튜디오에서 이루어졌다. 1981년 퀸의 음반 《The Game》은 맥과 밴드를 올해의 프로듀서로 그래미상 후보에 올려놓았다.
맥의 셋째 아들인 존 프레드릭 맥은 프레디 머큐리의 이름을 따서 머큐리와 퀸의 베이시스트 존 디콘의 대손이었다.
맥은 1980년 음반 《The Game》에 실린 퀸의 노래 〈Dragon Attack〉의 가사에서 언급되고 있다. "gonna use my stack/it's gotta be Mack(내 능력을 써야겠군/몰론 맥이어야돼)".